# Pitomača
Pitomača je općina u sjeveroistočnoj Hrvatskoj. Nalazi se u Virovitičko-podravskoj županiji.

## Prirodno-zemljopisni položaj i obilježja
Pitomača je najveća i najzapadnija općina Virovitičko-podravske županije. Nastala je, odnosno obnovljena je, 1992. godine od najistočnijeg dijela za socijalističke Jugoslavije velike općine Đurđevac. Općinu Pitomača sačinjavaju naselja: Pitomača,Otrovanec, Grabrovnica, Mala i Velika Črešnjevica, Sedlarica, Turnašica, Dinjevac, Stari Gradac, Kladare, te manja sela (zaseoci) Križnica, Šašnato polje (Šukale), Starogradački Marof i Đuretina. Ovo područje posljednjih cca sto godina obitava oko 11 000 stanovnika. Općinsko središte, Pitomača, udaljeno je od Đurđevca oko 16, od Virovitice 18, Koprivnice i Bjelovara oko 40, a od Zagreba oko 110 kilometara. Područje općine smiješteno je između rijeke Drave i obronaka Bilogore, uglavnom na ravničarskom prostoru srednje-podravske nizine. Sredinu općine presijeca podravska magistrala, te željeznička veza prema središnjoj i istočnoj Hrvatskoj. Istočni dijelovi općine (Križnica, Starogradački Marof, Đuretina) nalaze se u pograničnom prostoru s Republikom Mađarskom (gdje granicu uglavnom čini rijeka Drava), te na graničnoj crti koja je u povijesti odvajala Hrvatsku od Slavonije.
Cijelo vrijeme postojanja općine Pitomača, kako u prošlosti tako i danas, ona se prostire na površini od oko (podatak iz 2007.) 29 000 jutara zemljišta od čega je više od 50% obradivo, dok je plodno čak oko 90%, odnosno oko 26 000 jutara zemljišta. Gotovo sva od navedenih naselja nastala su počev od kraja 17. do sredine 18. stoljeća, dok su zaseoci ili nekadašnji konaci (kao Križnica, Đuretina, Šašnato polje i dr.) kasnijeg datuma, kraj 19. i početak 20. stoljeća. No ovdje je, radi izvanredno dobrih pogodnosti za život, čovjek živio još prije 4000 ili čak 5000 godina. Glavno oblikovanje vanjskog izgleda zemljišta nastalo je u diluviju, odnosno u posljednjem razdoblju geološkog razvoja Zemlje, kada se pojavio i čovjek. Čitav taj teren se, naime, nalazi u području đurđevačkih pijesaka ("Hrvatske sahare"), za koje se sa sigurnošću tvrdi da su nastali upravo u to doba. Kada se Drava povukla, a razina vode opala, pijesak se osušio i vjetar ga je raznosio, te kroz duge vremenske periode, stvarao velike naslage i stalno nove oblike tla (tzv. eolska erozija). Pod utjecajem kiše, izlijevanja rijeke i potoka, a u novije doba i čovjekovih intervencija, pored pijeska se talože i nastaju i drugi materijali, kao što su šljunak, ilovača i dr., dok humus kojega ima dijelomično na cijelom području nastaje krčenjem šuma i drugog biljnog pokrova. Istočna područja općine su plavno područje rijeke Drave, koja kod Križnice pravi veliki zavoj i niz manjih i većih rukavaca, ponegdje i teško pristupačnih pa se pojavilo i specifičnih područja koja su ušla u program zaštićenih krajolika (kao što je npr. Križnica, Jelkuš, Širinski otok, močvarno stanište Vir). U prošlosti ova mutna i tajanstvena rijeka često je plavila okolinu i uništavala usjeve, a tek izgradnjom prvog nasipa 1827. godine na zapovijed nekadašnjih vojno krajiških vlasti po prvi put je većim dijelom ukroćena i vraćena u današnje korito. Rijeka Drava poznata je po brojnim prirodnim bogatstvima, kao što je pijesak, šljunak, obilje ribe, ali i po velikoj količini zlata u obliku sitnih čestica. Neki stručnjaci procjenjuju da u njezinom toku ima mnogo više od 100 tona zlata, pa se ona svrstava u tri europske najzlatonosnije rijeke. Ovo je bio i razlog da se tijekom povijesti razvio, danas već zaboravljeni, zanat ispiranja zlata na rijeci Dravi. Oko nje ipak još uvijek postoji mnoštvo močvarnih predjela prepunih vrbaka i šikara, pa stoga susrećemo i tome prikladne narodne nazive zemljišta: Skres, Berek, Berečanec, Neteča, Šašnato polje, Jalšik, Crni jarek itd. Zapadno i jugozapadno od rijeke prema Pitomači i Starome Gracu, pa sve do Dinjevca, Grabrovnice i Male Črešnjevice sve do Bilogore, vežu se kompleksi prvo bjelogorične šume (hrast, bukva, grab, jasen), a zatim je cijeli nizinski prostor plodna ravnica povremeno obrasla manjim predjelima šuma bagrema ili akacije. Gotovo isključivo šumama obrasli su obronci Bilogore (oko i južnije od Turnašice, Sedlarice, Velike i Male Črešnjevice) i taj dio područja općine i to isključivo navedenom bjelogoricom, a tek samo djelomično crnogoricom i to pošumljavanjima u novije doba. Kažimo da je cijeli ovaj prostor od Drave do Bilogore sve do sredine 18. stoljeća bio vrlo bogat šumama hrasta lužnjaka. U to doba (u vrijeme vladavine Marije Terezije između 1740. i 1780. godine) počinje intenzivno iskorištavanje ovih šuma i veliki dio se odvozi u susjednu Mađarsku ili Austriju. Sjeverni obronci Bilogore kod Turnašice pa sve do Velike Črešnjevice velikim su dijelom pjeskovita zemljišta. Stoga je to područje od davnina bilo povoljno za uzgoj vinove loze, a prema nekim indicijama tu se vinova loza uzgajala još prije oko 2000 godina (prostor oko Turnašice). Tako je i danas.
Pretpostavlja se da je danas vinovom lozom, na ovom prostoru, zasađeno nešto manje od 900 jutara zemljišta, od koje se dobiva vrlo kvalitetno bilogorsko vino. Čitavi ovaj nizinski teren nekada su sa svih strana okruživali i presijecali vlažni i močvarni predjeli i ritovi. Međutim, kopanjem nekoliko većih i manjih kanala (npr. kanal koji ide paralelno s Dravskom ulicom u Pitomači, zatim kanal koji iz Sedlarice dolazi do Otrovanca i ide sve do Kladara, kanal kroz Veliku Črešnjevicu itd.) cijeli ovaj prostor potpuno je isušen, dok je i veliki dio samih tih kanala već duži niz godina bez vode. Isušivanjima ovog tla doprinijele su i razne seizmološke promjene u zemljinoj kori (kao npr. potresi koji su jačeg intenziteta zabilježeni više puta u prošlom stoljeću i pol: 1880. (kada je stradala i poznata zagrebačka katedrala), 1938. godine ("Bijaše potres zemlje 27. ožujka 1938., jedan minut poslije podne, bijaše nedjelja…") itd. Danas se ostaci vlažnog i močvarnog zemljišta mogu naslutiti još jedino po nazivima koje je zapamtio narod; Rit, Ritakovec, Berek, Razlev, Đolta, Limbuš, Kalilo i dr., te rjeđe po zemljištu koje za kišnih godina teže upija vodu. To je u prošlosti bio jedan od razloga što su se dosta često pojavljivale poplave izlijevanjem voda iz Bilogore prema Pitomači (najveće i posljednje su bile 1951. i 1965. godine), no još i usprkos svemu sve do prije nekoliko desetljeća bile su česte i poplave oko rijeke Drave. Razina podzemnih voda još prije dvadesetak godina bila je dosta visoka (oko tri do četiri metra), što također potvrđuje postojanje močvarnog tla u prošlosti, no posljednjih godina ta se brojka povećala, pa je vrlo primjetan pad razine podzemnih voda. Ovaj prostor, kao i prostor susjednih općina, dosta je bogat zemnim plinom. Nalazi se u tzv. Panonskom naftonosnom bazenu koji je formiran uglavnom u neogenu. Stoga imamo i nekoliko bušotina od kojega općina dobiva stanovitu novčanu rentu. Sama Pitomača nalazi se na oko 116 metara nadmorske visine, a otprilike do 10 m +- nalazi se i gotovo 3/4 prostora općine. Budući da je sastav zemljišta vrlo raznolik, i da prevladavaju vrste tla pogodne za ratarsku obradu nije nimalo čudno što ovdje uspijevaju vrlo raznolike ratarske kulture, od kukuruza, raznog žita, duhana, vinove loze, do raznog povrća i voća. Prema tome, područje općine Pitomača, u gospodarskom smislu, je uglavnom orijentirano na ratarsku i stočarsku proizvodnju iako je Pitomača značajna trgovačko-obrtnička lokacija.

## Stanovništvo
Struktura pitomačkog stanovništva po nacionalnom, ekonomsko-socijalnom i religioznom sastavu, te po govornim i etnografskim karakteristikama, vrlo je raznolika. Takvo stanje je posljedica povijesno-gospodarskih prilika od samog obnavljanja, odnosno osnivanja mjesta početkom 18. stoljeća pa sve do danas.
Prema popisu stanovništva iz 2021. godine naselje Pitomača broji 4847 stanovnika.
| broj stanovnika | 7200  | 8088  | 8311  | 10323 | 11736 | 13283 | 12962 | 13942 | 14183 | 14667 | 13897 | 12532 | 11618 | 11106 | 10465 | 10059 | 8402  |
|                 | 1857. | 1869. | 1880. | 1890. | 1900. | 1910. | 1921. | 1931. | 1948. | 1953. | 1961. | 1971. | 1981. | 1991. | 2001. | 2011. | 2021. |

| broj stanovnika | 2525  | 2834  | 3049  | 4069  | 4469  | 4936  | 4883  | 5327  | 5810  | 6114  | 6135  | 5814  | 5857  | 5942  | 5712  | 5646  | 4845  |
|                 | 1857. | 1869. | 1880. | 1890. | 1900. | 1910. | 1921. | 1931. | 1948. | 1953. | 1961. | 1971. | 1981. | 1991. | 2001. | 2011. | 2021. |

## Uprava
Tijekom postojanja Vojne krajine (do njezinog ukidanja 1871. godine) Pitomača je, a počevši od preustrojstva Vojne krajine od 1758. godine, središte jedne od 12 satnija (br. 6 "Pittomacher Compagnie No 6") đurđevačke regimente-pukovnije. Dakle, postaje središte okruga koje je obuhvaćalo (osim Pitomače) 12 naselja u okolici: Podravske Sesvete, Velika i Mala Črešnjevica, Suha Katalena, Kozarevac, Kloštar Podravski, Sedlarica, Grabrovnica, Otrovanec i Dinjevac, te Kladare. Preuređenjem državne uprave nakon ukidanja V. krajine 1871. godine, odnosno povlačenjem vojske do kraja 1870-ih godina Pitomača postaje središte općine. 1872. godine općini Pitomača dodijeljena su naselja: Pitomača, Kladare, Grabrovnica, Velika i Mala Črešnjevica, Otrovanec i Sedlarica. Prvi načelnik tzv. Upravne općine Pitomača bio je Stjepan Makvić.
Nakon prvog svjetskog rata i nakon dokidanja Austro-Ugarske Monarhije, odnosno formiranjem Kraljevine SHS (1918.), zatim Kraljevine Jugoslavije (1929-1941.) i Nezavisne Države Hrvatske (1941-1945.), kao i Socijalističke Jugoslavije (nakon 1945.), Pitomača ostaje središte okruga ovog dijela Podravine. Kao takva je sve do 1962. godine kada se ukida Općina Pitomača i pripaja tada novoformiranoj ogromnoj općini Đurđevac. Od godine 1955. Općina Pitomača nalazila se u sastavu kotara Virovitica. Godine 1965. formiraju se manja upravna tijela, odnosno Mjesne zajednice - pa tako i MZ Pitomača koja je djelovala sve do početka Domovinskog rata. U sastavu Općine Đurđevac Pitomača se nalazi sve do preustroja, odnosno političko-teritorijalne reorganizacije 1992/1993. u novoj Republici Hrvatskoj. Tada, nakon 32 godine Pitomača opet postaje središte okruga u čijem su sastavu naselja koja su se nalazila i prilikom ukidanja Općine 1962. godine: Pitomača, Dinjevac, Grabrovnica, Velika i Mala Črešnjevica, Sedlarica, Otrovanec, Turnašica, Stari Gradac, Kladare, Starogradački Marof, Križnica. Prvi četverogodišnji mandat načelnika novoosnovane (odnosno novo obnovljene) Općine Pitomača obnašao je Damir Begović. 

## Povijest
Područje općine Pitomača bilo je nastanjeno još u neolitiku (prije oko 7000 godina). Ovdje se naseljavaju Iliri, zatim Kelti i Rimljani, te od 9-10. stoljeća i stari Slaveni (Hrvati).

## Gospodarstvo
Pitomača je od samog osnivanja naselja početkom 18. stoljeća središte okruga. Ima odličan prirodno-geografsko-politički smještaj, a što je preduvjet za odličan gospodarski razvoj. Od sredine 19. st. Pitomača postaje važno trgovačko-obrtničko središte ovoga dijela Podravine, dok najznačajniji razvoj doživljava između dva svjetska rata. Važno trgovačko, obrtničko i gospodarsko središte Pitomača ostaje sve do danas.
Pitomača je jedno od rijetkih mjesta u kojima je nekada posađeno više stabala rijetke biljne vrste poznate pod nazivom dvorežnjasti ginko (Ginkgo biloba). Vidi . U samom mjestu danas imamo čak 6 starijih stabala (5 spolno zrelih), od kojih je najstarije muško stablo ginka u dvorištu nekadašnjeg PD "Borik" Pitomača. Njega je oko 1890. godine zasadio pitomački veleposjednik Dragutin Götz.

## Poznate osobe
- Petar Preradović (Grabrovnica kraj Pitomače, 19. ožujka 1818. - Fahrafeld kraj Beča, 18. kolovoza 1872.) - hrvatski pjesnik ilirac, krajiški general koji je sudjelovao u hrvatskom ilirskom preporodu. Poznat je po svojim domoljubnim pjesmama, a posebno po pjesmama "Rodu o jeziku", "Putnik" itd. Za života je objavio dvije zbirke pjesama.
- Drago Britvić, (Pitomača, 6. srpnja 1935. - Zagreb, 25. prosinca 2005.) - hrvatski pjesnik i novinar. Jedan od vrlo produktivnih hrvatskih pjesnika čije su pjesme uglazbljene. Njegove pjesme izvodili su i izvode najveća imena hrvatske estrade, dok je autor i poznate domoljubne pjesme "Bože, čuvaj Hrvatsku".
- Martin Špegelj (Stari Gradac, 1927.) - general Hrvatske vojske.
- Mirko Lauš (Virje, 17. srpnja 1926. - Pitomača, 27. kolovoza 2005.) - osnivač i punih trideset godina voditelj Kino kluba «Slavica» Pitomača (osnovan 1957.). Zahvaljujući aktivnostima i uspjesima Mirka Lauša, u Pitomači su 1967. i 1985. održane savezne (bivše velike komunističke Jugoslavije) revije dječjih filmova, a od 1971. do 1988. i sedamnaest festivala dječjeg amaterskog filma FEDAF, s više od 1300 prikazanih filmova iz 150 dječjih klubova. Kino kluba «Slavica» Laušovom zaslugom je pronio ime Pitomače širom svijeta. Njemu u čast u Pitomači je 2005. godine osnovan Foto-video klub "Mirko Lauš".
- Božica Jelušić (Pitomača 16. prosinca 1951.) - hrvatska pjesnikinja. Živi i radi u Đurđevcu.
- Marijan Jergović (Pitomača, 1938. - Pitomača, 2010.) - skladatelj, liječnik i društveno-politički djelatnik. Redoviti član Hrvatskog društva skladatelja od 2000. godine. Jedan od osnivača poznatog festivala Pjesme Podravine i podravlja 1993. godine kojega je 15 godina bio umjetnički ravnatelj. Objavio je više zbirka pjesama Podravine.
- Stjepan Ivanec (Kladare 1953.) - slikar naive. Izlagao širom svijeta na preko 500 izložbi. Proslavio se svojim osebujnim izražajem u tehnici ulja na staklu.
- Branko Begović "Bego" (Pitomača, 1. studenoga 1962. - Pitomača, 12. ožujka 2025.) - slikar i publicist. Napisao je više opsežnih monografija o Pitomači.
- Ivan Sondi, (Pitomača, 24. lipnja 1965. - Pitomača, 9. ožujka 2024.), hrv. geolog, akademik HAZU
- Marta Šimić Mrzlečki, hrv. televizijska voditeljica i novinarka, jedna od voditeljica HRT-ovog Dnevnika.

## Šport
Nogometni klubovi općine Pitomača:
- NK "Pitomača"
- NK "Croatia" Grabrovnica - osnovan 1975. godine.
- NK "Sloga" Kladare - osnovan je 1961. godine.
- NK "Mladost" Stari Gradac
- NK "Turnašica" Turnašica
- NK "Aršanj" Sedlarica
- NK "Podravec" Dinjevac
- NK "Otrovanec" Otrovanec

Stolnoteniski klub općine Pitomača:
- STK "Pitomača" Pitomača

Rukometne ekipe Pitomače: 
- ŽRK Pitomača
- ŠŠK "Sokol" OŠ-a Petra Preradovića Pitomača

Kuglački klubovi na području općine Pitomača 
- KK "Pitomača"
- ŽKK "Pitomača"

Lovačka društva općine Pitomača • (Lovstvo Pitomače)
- LU "Fazan" Pitomača
- LU "Fazan" Stari Gradac
- LU UHVDR "Vidra" Pitomača

## Vanjske poveznice
- Službene stranice Općine Pitomača
- Branko Begović, Pitomača, Općina Pitomača, 2022.